# L. Rafael Reif

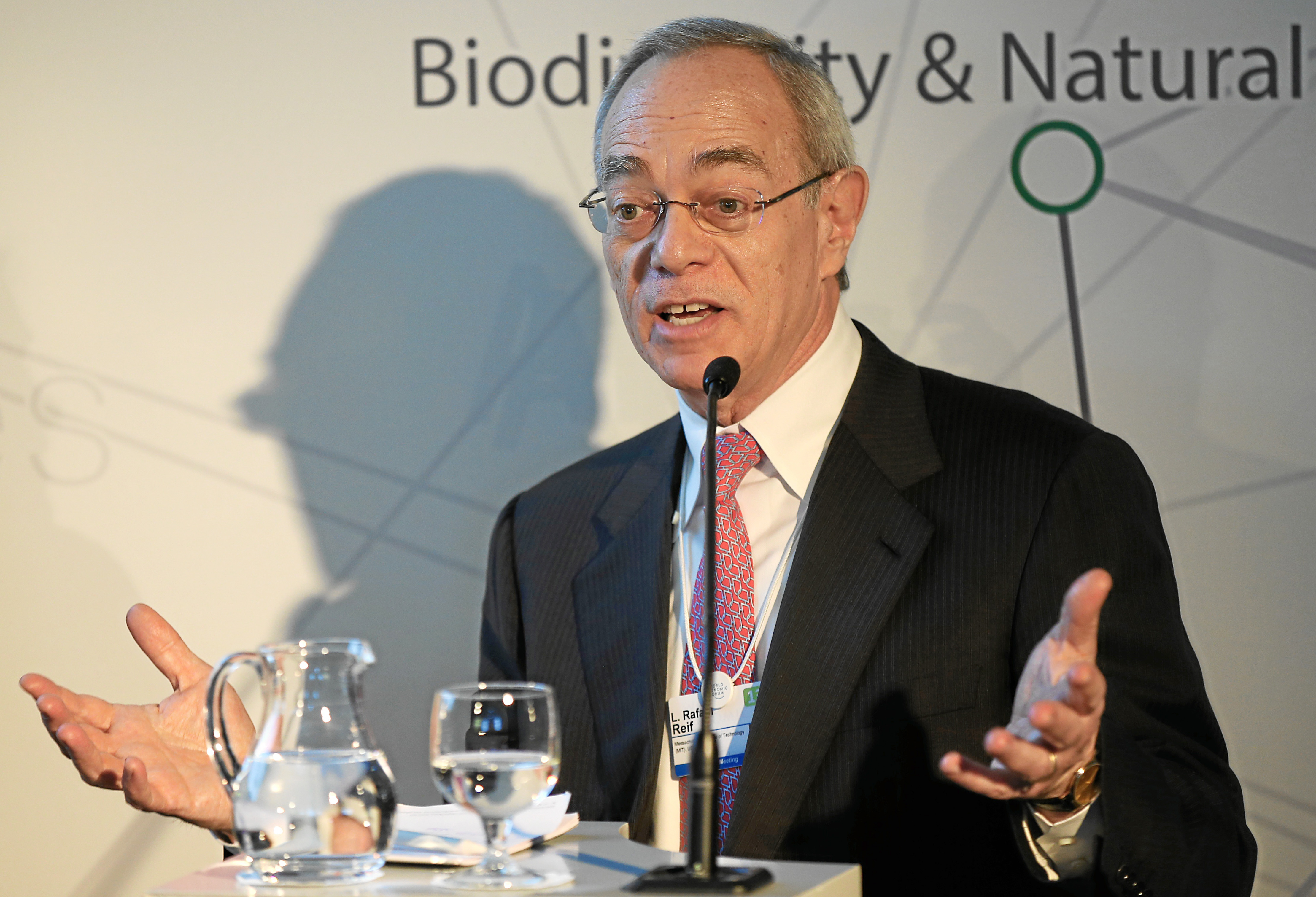
Reif während des WEFs 2013

Leo Rafael Reif (* 21. August 1950 in Maracaibo, Venezuela) ist ein US-amerikanischer Elektroingenieur und Hochschullehrer. Von Juli 2012 bis Ende 2022 war er der 17. Präsident des Massachusetts Institute of Technology (MIT).

## Leben
Reif wurde als Sohn osteuropäisch-jüdischer Immigranten in der venezolanischen Stadt Maracaibo geboren. Aufgrund dessen wurde in der Familie neben Spanisch auch Jiddisch gesprochen.
Nachdem Reif an der Universidad de Carabobo Elektrotechnik studiert hatte, war er ein Jahr lang als Juniorprofessor an der Universidad Simón Bolívar in Caracas tätig, bevor er das Land in Richtung Vereinigte Staaten verließ. 1979 wurde er in Stanford promoviert.
Seine Laufbahn als Dozent am MIT begann 1980 zunächst als assistant professor (entspricht dem deutschen Juniorprofessor), später als associate professor (Außerordentlicher Professor). 1988 wurde er zum full professor (Ordentlicher Professor) berufen. Von 2005 bis 2012 war er als Provost in der Verwaltung des MIT tätig. Im Jahr 2012 trat er die Nachfolge von Susan Hockfield als Präsident des MIT an. Damit ist er der erste Präsident des MIT, dessen Muttersprache nicht die Englische Sprache ist.
Reif lebte mit seiner Frau Christine, geborene Chomiuk, bis zum Bezug des Gray House, der Residenz des MIT-Präsidenten, in Newton. Das Paar hat zwei Kinder.

## Forschung
Reifs Forschungsschwerpunkte lagen in den Bereichen der Mikrosystemtechnik und der Nanotechnologie, hier machte er sich besonders um die Erforschung der 3D-Integration und der Halbleitertechnik verdient. Die Produktion letzterer versuchte er umweltfreundlicher zu gestalten.
Er bekleidete außerdem mehrere hohe Positionen in der Abteilung für Elektrotechnik und Informatik, der größten am MIT, bevor er selbst zum Leiter dieser Abteilung aufstieg und diese Position in den Jahren 2004 und 2005 innehatte: Reif wurde erst zum Leiter des Mikrosystemtechnik-Labors ernannt, anschließend wurde er mit der Leitung der Unterabteilung für Elektrotechnik beauftragt.
Reif ist zudem Eigner oder (Mit-)Erfinder von 15 Patenten, auch ist er Autor von fünf Büchern.
Reifs Arbeit wurde mehrfach ausgezeichnet, etwa mit dem Tribeca Disruptive Innovation Award oder dem Aristotle Award. 2012 wurde er in die American Academy of Arts and Sciences gewählt.